# Гарнига-Терме
Гарнига-Терме (итал. Garniga Terme) — коммуна в Италии, расположена в области Трентино-Альто-Адидже, в провинции Тренто.
Население составляет 393 человека (2021 г.), плотность населения составляет 29 чел./км². Занимает площадь 13 км². Почтовый индекс — 38060. Телефонный код — 0461.
Покровителем населённого пункта считается святой Sacro Cuore di Gesù.

## Население
Динамика населения:

## Администрация коммуны
- Официальный сайт: https://www.comune.garnigaterme.tn.it/ Архивная копия от 7 мая 2021 на Wayback Machine